# 페르베즈 무샤라프
페르베즈 무샤라프(우르두어: پرويز مشرف Pervez Musharraf, 1943년 8월 11일 ~ 2023년 2월 5일)는 파키스탄의 군인 출신 정치인으로, 2001년부터 2008년까지 대통령을 지냈다.
영국 식민지 시절 인도 델리의 이슬람교 집안에서 태어났다. 파키스탄 육군사관학교를 졸업하였고, 승진을 계속하여 군의 요직에 앉았다. 여러 전쟁에 참여하여 전공을 세웠고, 대장으로 승진했고, 1998년 육군 참모총장이 되어 군부 강경파 핵심인물로 떠올랐다. 1999년 10월 총리 나와즈 샤리프가 그를 육군 참모총장에서 해임하자 무혈 쿠데타를 일으켜 정권을 탈취하고 육군 참모총장을 행정부 수반으로 하는 군사 정권을 출범시켰다.
정국이 안정되면 조기에 민정을 이양하겠다고 했으나, 2001년 6월 무함마드 라피크 타라르 대통령을 축출하고 무샤라프 자신이 대통령직에 올랐다. 이어 적극적인 개혁정책을 펼치는 가운데 2001년 9월 11일 9·11 테러 이후 미국의 대 테러 정책에 적극적으로 협조하였다.
2004년 간선 대통령 선거에 당선되었다. 그러나 테러 전쟁을 명목으로 독재 정치를 정당화시켜 국내외의 많은 비난을 받았다. 2007년 국민의 인기를 잃은 그에 반대하는 대규모 시위가 일어났다. 그에 의해 축출되었던 나와지르 샤리프 전 총리와 망명 생활을 했던 베나지르 부토 전 총리도 반정부 시위에 가담하여 파키스탄 정국은 극도의 혼란에 빠졌다. 같은 해 9월, 그는 재선을 전제로 육군 참모총장직에서 사임하여 공식적으로 군복을 벗게 되었으나, 같은 해 10월, 대통령 선거에서는 야당의 참가가 제한된 가운데 간선 선거에서 97%의 득표율로 당선되었다. 대신 그는 국민들을 무마하기 위해 부토 전 총리를 사면하고 귀국을 허가했다.
정국 혼란이 계속되자 그는 의회를 해산하고 비상사태를 선포하는 한편 2008년 1월, 조기 총선을 약속했으나, 부토 총리의 암살 등 악재가 계속 일어나며 정국 안정 기미는 보이지 않았다. 연기되어 2월 치러진 총선 결과 야당이 압승했으며, 그에 대한 사임 압력은 더욱 거세졌다.
야당이 장악한 의회는 그에 대한 탄핵 소추를 추진했으며, 내외의 사임 요구를 견디다 못한 그는 결국 2008년 8월 18일 대통령직에서 사임하였다.
그 후, 무샤라프는 장기간 아밀로이드증에 시달리다 2023년 2월 5일 두바이에서 79세의 나이로 사망하였다.

## 역대 선거 결과
| 선거명      | 직책명            | 대수 | 정당                                | 득표수 | 결과 | 당락 |
| ----------- | ----------------- | ---- | ----------------------------------- | ------ | ---- | ---- |
| 2007년 선거 | 파키스탄의 대통령 | 10대 | 파키스탄 무슬림 연맹 콰이드이아잠파 | 671표  | 1위  |      |

## 같이 보기
- 파키스탄의 정치